# August Leopold Crelle
August Leopold Crelle   (Eichwerder (Wriezen), 11 de març de 1780 - Berlín, 6 d'octubre de 1855) fou un matemàtic alemany.
Va néixer a Eichwerder, prop de Wriezen, Brandenburg, i va morir a Berlín. Tot i que absolutament autodidacta, ja que mai va assistir a cap universitat, el 1816 va presentar una tesi a la universitat de Heidelberg que li va concedir un doctorat. Va treballar sempre pel govern prussià, primer com a enginyer al Ministeri de l'interior i, a partir de 1828, com assessor al Ministeri d'Ensenyament.
El 1826 va fundar la revista matemàtica Journal für die reine und angewandte Mathematik (Revista de matemàtiques pures i aplicades), coneguda popularment com a Journal de Crelle i que encara continua sent, avui en dia (2025), una de les revistes líders del món de les matemàtiques. Va ser amic de Niels Henrik Abel i li va publicar set articles en el primer volum de la seva revista. Amb aquesta revista pionera justificava un nou punt de vista filosòfic que separava les matemàtiques pures (les matemàtiques dels nombres, enteses com una forma d'exercici purament mental) de les aplicades (com la geometria, que exigeix algun tipus d'intuïció de la realitat). A més, va tenir la perspicàcia de descobrir joves talents, com el propi Abel, que van publicar a la revista els seus primers articles de recerca.
Quan es va donar compte de que no era possible trobar articles de suficient contingut intel·lectual en les matemàtiques aplicades, va fundar una nova revista el 1829, dedicada exclusivament a aquesta branca: el Journal fur die Baukunst (Revista d'Enginyeria). que només va durar fins al 1851, uns anys abans de la seva mort.
El 1827 va ser escollit membre de l'Acadèmia de les Ciències de Berlín i el 1841 també fou escollit membre estranger de la Reial Acadèmia Sueca de Ciències.